# Global food security index
De Global Food Security Index (GFSI) is sedert 2012 een jaarlijkse publicatie waarin circa 113 landen gerangschikt worden naar voedselzekerheid. De index wordt gepubliceerd door de Economist Intelligence Unit, de onderzoeksafdeling van The Economist, met medewerking van een groot aantal academici en ambtenaren, en met de steun van geïnteresseerde bedrijven. 
Met een reeks gestandaardiseerde indicatoren wordt voor elk betrokken land nagegaan welke de risico’s zijn voor een betaalbare, beschikbare en kwalitatief goede voedselvoorziening. Door het jaarlijks hernemen van de metingen kan de dynamiek van de voedselvoorziening beter gevolgd worden.
Het rapport is uitgegroeid tot een beleidsdocument en een diagnose-instrument voor investeerders en voedsel-gerelateerde bedrijven. Niet-gouvernementele organisaties en universiteiten gebruiken de index als een onderzoeksinstrument om na te gaan in welke landen prioritair aandacht moet besteed worden aan voedselbeleid.

## Criteria
De index wordt opgesteld aan de hand van een reeks criteria voor voedselvoorziening, onder meer: 
- betaalbaarheid (6 criteria)
- beschikbaarheid (10 criteria)
- kwaliteit en veiligheid (11 criteria)
- natuurlijke hulpbronnen en veerkracht (klimaat en milieu, zelfvoorziening, aanpassingsvermogen, demografie).

## Jaarrapporten

### Jaarrapport 2018
Het rapport 2018 stelt een lichte verbetering vast van de globale voedselzekerheid, na een terugval in 2017. Dat is vooral het geval in landen met een laag tot gemiddeld inkomen, als gevolg van verbeterde infrastructuur, verhoogde productie en relatief stabiele prijzen. Toch rijzen tal van risico’s, zowel van ecologische als van socio-economische aard.  Landen met hoge inkomens zijn echter steeds kwetsbaarder voor ecologische risico’s (klimaat en natuurlijk milieu). Tekenend is bijvoorbeeld de situatie van Singapore: een toppositie door de combinatie van hoog inkomen, lage voedselprijzen en importheffingen, maar tegelijk extreem kwetsbaar: meer dan 90% van de voedselvoorziening komt uit import.  Een totaal tegengesteld beeld geeft Slowakije.
Het rapport wijst voorts op het belang van een stabiele internationale handel, en op de toenemende klimaatproblemen. Financiële risico’s treffen vooral armere huishoudens, zowel bij de boeren als bij consumenten.
In de index 2018 stond Nederland op de 5e, België op de 17e plaats. Binnen de categorie “natuurlijke hulpbronnen en veerkracht” scoort België de 30e, Nederland de 34e plaats. 

### Jaarrapport 2022
Na een piek in 2019 is de wereldwijde voedselzekerheidsindex (GFSI) gedaald, met torenhoge voedselprijzen en honger op ongekende schaal. Op basis van 11 jaar gegevens toont de index dat het voedselsysteem in de loop der jaren is verzwakt, met schokken in 2020-22, vanwege de coronapandemie en hoge grondstofprijzen. Deze schokken verergerden de systeemgebonden problemen die de veerkracht van het voedselsysteem verzwakken. De neerwaartse trend staat in contrast met de begindagen van het GFSI, toen een sterke groei acht jaar lang aanhield. De problemen komen voort uit onder meer de volatiliteit van de landbouwproductie, schaarste aan natuurlijke hulpbronnen, toenemende economische ongelijkheid en volatiliteit van de handel en de bevoorradingsketen. 